# ダンコ・ブルゲル
ダンコ・ブルゲル（Danco Burger、1998年7月28日 - ）は、ワンダラーズRCに所属するラグビーユニオン選手。

## プロフィール
- ナミビア出身[1]。
- ポジションはセンター(CTB)。
- 身長 181cm、体重 101kg
- ナミビア代表キャップは3（2025年2月現在）でラグビーワールドカップ2023のナミビア代表に選ばれた[2]。

## 略歴
2023年、ワンダラーズRCに加入。